# Угрушак крви
грушак крви, тромб од (грч. речи θρομβος, thrombus - тромб), (лат. thrombus) коначни је производ згрушавања крви настао у процесу заустављања крварења. Постоје две компоненте угрушка крви: агрегиране крвне плочице (тромбоцити) и црвена крвна зрнца која формирају чеп, и мрежу умреженог фибринског протеина.  Угрушак крви је здрав, физиолошки  одговор на повреду намењен заустављању и спречавању даљег крварења. Међутим он може бити штетан код згрушавање крви у шупљини крвних судова (тромбозе), када угрушак омета проток крви кроз здраве крвне судове у циркулаторном систему.
У микроциркулацији која се састоји од веома малих и најмањих крвних судова капилара, сићушни крвни угрушци познати као микроугрушци могу ометати проток крви у капиларама и изазвати низ проблема који посебно утичу на алвеоле у плућима респираторног система, срца или мозга као резултат смањеног снабдевања кисеоником. 
Зидни или мурални угрушци крви су угрушци који пријањају за зид великог крвног суда или срчане коморе.  Најчешће се налазе у узлазној аорти (највећој артерији у телу), чешће у силазној аорти, а ређе у луку аорте или трбушној (абдоминалној) аорти. Они могу ограничити проток крви, али га обично не блокирају у потпуности. Изгледају сиво-црвене боје са наизменичним светлим и тамним линијама (познатим као Захнове линије) које представљају траке белих  крвних зрнаца и црвених крвних зрнаца (тамнијих) заробљених у слојевима фибрина.
Патолошка појава угрушка крви захтева низ активности које би требало да разматре узрок, патофизиологију, презентацију и дијагнозу угрушка крви и наведу улогу интерпрофесионалног тима у њиховом лечењу.

## Етиологија
Хемостаза је процес која одржава интегритет и висок притисак у крвотоку након оштећења крвног суда. Повреда праћена екстравазацијом крви из циркулације брзо иницира промене у зиду крвног суда, а крвни продукти започињу процес санације оштећења насталог повредом. Ако је оштећење крвног суда мало (а свакодневно у крвним судовима настаје много ситних пукотина) он ће се најчешће затворити тромбоцитним чепом, а не крвним угрушком, што је довољно да се заустави крварење.
Али када је отвор на крвном суду велики потребно је да се уз тромбоцитни чеп створи и угрушак крви да би се успешно зауставило крварење. Тако се поред тромбоцитног чепа активирају и механизми који на месту повреде формирају крвни угрушак како би се зауставило крварење. Ови догађаји дешавају се истовремено. Стварање угрушка започиње након 15 до 20 секунди ако се ради о већој повреди а за један до два минута ако је повреда мања. Ако отвор на зиду није превелик за три до шест минута угрушак прекрива оштећење. Након 30 минута до једног сата угрушак се ретрахира, а то још више затвара крвни суд.
Када патолошких процес поремети регулаторне механизме хемостазе, они иницирају тромбозу (стварање тромба) у артеријама и венама. Тромбоза је критичан фактор у артеријским болестима које су повезане са инфарктом миокарда и можданим ударом, а венска тромбоза је један од значајних узрок морбидитета и морталитета. Штавише, венска тромбоза је други водећи узрок смрти код пацијената са раком.
Разумевање молекуларне и целуларне основе настанка тромба знатно је напредовала применом нових техника за проучавање моделе тромбозе на експерименталним животињама. У тим истраживањима утврђено је да су за настанак тромба од значаја три главна фактора, која су позната још из времена немачког лекара Рудолфа Лудвига Карла Вирхова (1821 — 1902)
| 1. | Промена особина крвног суда, односно зида крвног суда | - Било која неравна површина крвног суда (нпр код атеросклерозе, инфекције или трауме) може покренути процес згрушавања. |
| 2. | Промена брзине циркулације крви                       | - Код ове промене од посебног значаја је успоравање струјања крви и појава вртлога. - Споро кретање и вртложење крви увек је потенцијални чинилац за стварање малих количина тромбина и других прокоагуланата. - Обично их из крви уклања систем макрофага, посебно Купферове ћелије у јетри. - Ако крв тече споро, концентрација прокоагуланата, локално често толико нарасте да започне згрушавање. међутим ако крв брзо тече они се брзо мешају с великим количинама крви и одстрањују крви кроз јетру. |
| 3. | Промене у саставу крви, односно хуморалним факторима  | - Ове промене активирају унутрашње механизме и појаву згрушавања, нпр код реакције антиген-антитело, након употребе неких лекова или доспевањем распаднутог ткива у крвни суд. |

Као резултат наведених фактора и њиховог међусобног дејстава (које је у променљивом односу) настаје тромб, при чему, најмање, морају истовремено деловати два фактора како би настао тромб.
Поред тога за појаву тромба важи правило да промене у саставу крви, у комбинацији са променама у брзини струјања претежно доводе до опште склоности ка стварању тромба (тромбози) на више локација. Промене у брзини струјања крви са истовременим променама у зиду крвног суда претежно доводе до стварања локалних тромба (локална тромбоза), Међутим није искључено да промене у зиду крвног суда, ако су изражене на више места, доведу до генерализованог стварања тромба (генерализована тромбоза).

## Врсте тромба
Макротромби (макротромбоза)
Тромб који се види макроскопски или голим оком настаје у већим крвним судовима и у већини случајева изазван је комбинованим дејством промена на зиду крвног суда и променама у струјању крви.
Микротромби (микротромбоза)
Микротромб настаје као последица тромбозе у микроциркулацији, односно у артериолама, капиларима и венулама, а настаје претежно код истовременог успоравања циркулације и промена у саставу крви. Ипак не постоје крута правила, јер се микротромби могу образовати и код промена у зиду крвног суда.

## Патогенеза
Угрушка крви настаје као резултат интравскуларне коагулације, која је повезана са тромбоцитима и коагулацијом плазме. Интраваскуларна, заживотна коагулација крви у принципу се одвија једнако као згрушавање крви ван организма.
За разлику од физиолошке коагулације тромбоза очигледно представља згрушавање на погрешном месту, односно у непрекинутој крвној струју при оштећењу зида крвног суда, на коме се ствара тромбоцитни чеп, на који се надовезује на коагулациони чеп.
Зато у тромбогенези разликујемо  угрушка крви из тромбоцита и коагулациони  угрушка крви.
За почетак формирања  угрушка крви од пресудног је значаја непосредни контакт крвне плазме и тромбоцита са субендотелним колагеном. Ако на једном делу васкуларне мреже (артерије, вене, срце), увек због неког узрока, дође до оштећења ендотела ослобађа се ткивна тромбокиназа. Она у садејству са јонима калцијума доводи до стварања тромбина. Тромбин изазива вискозну метаморфозу тромбоцита, који се крећу у ивичној струји, при чему они аглутинирају и лепе се на месту оштећења ендотела. Тромбоцити покривају дефект за неколико секунди. У почетку тромбоцити се скупљају формирајући пруге, на чијим ивицама долази до новог таложења ових елемената и тиме раст почетних ламела у разгранате формације сличне коралима. На ово се таложе леукоцити и тако се проширује стварање тромба

Темпо изградње  угрушка крви зависи од брзине струјања крви. Због тога се пораст угрушка у артеријама и у срцу спорије одвија него у венама, јер се делови тромбоцитних ламела откидају.
Распадањем тромбоцита опет се ослобађа тромбокиназа која поново која поново изазива стварање тромбина. Овај тромбин мења фибриноген плазме у фибрин, који сада гради густу влакнасту мрежу између ламела тромбоцитне коралне творевине и овај фибрин штрчи на ивицама ламела у виду чешља. Ова творевина одговара класичном белом тромбу, који је сув сивкасто-беличаст и на површини рапаво-пругастог изгледа. После формирања мрежног фибрина тромбоцити губе способност адхезије и нагомилавања. Због тога не долази до даљег повећања величине паријеталних тромба.
Ако се у насталу фибринску мрежу гомилају еритроцити, тромб добија тракасти изглед, при чему су ламеле испупчене у виду чешља сиво беличасте боје, док поља између ламела имају црвенкасту боју услед присуства еритроцита. Тада говоримо о мешовитом  угрушку крви.
Како на почетку интраваскуларног згрушавања крви услед оштећења ендотела долази до издвајања и нагомилавања тромбоцита, ово се означава као конглутинациони  угрушак крви. Он се чврсто држи за зид крвног суда попречно је избраздан, без сјаја, крт, показује сиво-беличасту или сивкасто-црвену боју.

## Локализација  угрушка крви
Угрушка крви може настати у било ком делу крвног система, али се најчешће налази у венама, јер се у њима најчешће јављају поремећаји циркулације заједно са другим узроцима.
Угрушка крвиу венском систему среће се у 25% обдукционих налаза. У артеријском систему угрушак је присутан у 16% обдукованих.

## Положај  угрушка крви
Положај  угрушка крви у односу на лумен крвног суда може да буде различит и према њиховом положају деле се на;
Оптуративни угрушак крви
Оптуративни угрушак настаје уколико је лумен крвног суда у потпуности запушен тромбним масама.
Паријетални или зидни угрушак крви
Паријетални или зидни  угрушка крви настаје уколико је лумен крвног суда делимично испуњен тромбним масама
Срчани угрушак крви
Срчани  угрушка крви настаје у преткоморама срца. Јавља се као кугласти угрушак и глобозна вегетација, а у коморама као трабекуларни угрушак (између трабекула срца код оштећења ендокарда) у случају инфаркта миокарда.

## Судбина угрушка крви
Судбина формираног угрушка крви зависи од:
- брзине и распрострањености ендотелизације,

- количине фибрина и крвних плочица у њему,

- фибринолитичке активности зида крвног суда,

- организационе способности зида крвног суда.

### Раст угрушка крви
Угрушци крви могу даље да расту или да се повећају, могу да претрпе регресивне промене и на крају могу да се откину доводећи до емболије.
Угрушка крви може да се повећава нарочито код успореног струјања и стварања вртлога у венској струји. Успорено струјање може настати услед недостатка потискивања крвне струје од стране мишића при при лежању у постељи. Ово успорење јавља се и дубоким бочним гранама бутне вене и вена листа потколенице, због притиска на вене ноге при лежању у постељи. Због тога болесници након операције морају што раније да устану из постеље и почну да се крећу.

### Регресивне промене у угрушку крви
Ове промене у угрушку крви, који постоји дуже време, могу се манифестовати разградњом и секундарним променама или увиду организације или калцификације угрушка.
Старење угрушак крви
Старење  угрушка крви настаје због губитка течности, при чему се угрушак сасушује, постаје крт и добија мрку боју од крвног пигмента. После 24 часа површина  угрушка крви превучена је ендотелом, а после три дана настаје хијалинизација услед хомогенизације тромбоцита и фибрина. На месту где је зид крвног суда разголићен и без ендотела, започиње пупољење гранулационог ткива које  угрушка крви чврсто везује за зид крвног суда.
Размекшавање угрушак крви
Размекшавање угрушка крви настаје распадањем масе леукоцита и ослобађањем фибринолитичких ферменаста који централне делове  угрушка крви претварају у кашасту сивкасто-беличасту, а у присуству еритроцита у сивкасто-црвенкасту масу. Распадање може бити: пуриформно и пурулентно.
Пуриформном размекшање угрушка крви — настаје када су коликвиране масе сличне гноју (лат. pus, puris - гној). Пуриформно размекшање  угрушка крви виђа се у угрушцима у аурикулама срца. Ако угрушак достигне кашасто размекшање до површине, тромболитични материјал може да се испразни у крвоток, при чему угрушак остаје у виду шупље творевине.
Пурулентно размекшање угрушка крви — за разлику од пуриформног размекшања  угрушка крви постоји и права гнојна коликвација или пурулентно размекшање које се карактерише примесом бактерија и нагомилавањем леукоцита. Ово настаје ако су бактерије присутне у  угрушка крви или су секундарно населиле у угрушку. Пурулентно размекшање налазимо у венским угрушцима код тромбофлебитиса. Преласком у крв кашастих маса које су пуне бактерија настаје врло опасно стање, које може довести до септичке емболије и пијемије.

### Организација угрушка крви
У крвном суду, који је запушен  угрушком крви долази до пропадања интиме услед тога што је онемогућена исхрана ендотела путем дифузије из крви. Долази до пролиферације везивних ћелија и урастања капилара путем пупљења ендотела и стварања капиларних пукотина које бивају покривене ендотелом.
Овај процес прожимања и ресорпције тромба означава се као организација. Он се одиграва по типу хроничног ресорптивног запаљења праћеног понекад високом температуром.
После реканализације крвног суда, долази до функционалне реституције, тако да вена опет може да суделује у циркулацији.

### Откидање угрушка крви и емболија
У свежем, још неорганизованом стању, угрушак крви може да се откине и да буде пренесен крвном струјом и доведе до заглављивање у крвним судовима мањег промера или у лимфним судовима, што за последицу има развој емболије и циркулаторних поремећаја
Одвајање угрушка крви олакшано је притиском на крвне судове путем мишићне контракције, устајањем после мировања у постељи дуже време затим притиском у трбушној дупљи приликом дефекације или при јачем кашљу. На овај начин могу се одвојити угрушци крви дужине 20 до 50 см. Најлакше се откидају дугачки и мекани угрушци крви настали претежно коагулацијом на претходним примарним конглутинационим угрушцима крви, који су много чвршћи. Често се одвајају и угрушак крви са срчаних залистака код ендокардитиса и угрушака крви настали у срчаним шупљинама.